# 迪安·班傑明·麥克勞克林
迪安·班傑明·麥克勞克林（英語：Dean Benjamin McLaughlin，1901年10月25日—1965年12月8日），美國天文學家。

## 經歷
麥克勞克林生於美國紐約州紐約市，雙親分別是 Michael Leo Benjamin 和 Celia Elizabeth Benjamin McLaughlin。從大學到博士都就讀於密西根大學，於1923年取得學士學位、1924年獲得碩士學位、1927年在拉爾夫·柯蒂斯（Ralph Curtiss）和理察·羅斯特（Richard Rossiter）的指導下以食聯星光譜的論文獲得博士學位。該論文提及的相關效應即罗斯特-麦克劳克林效应。獲得學位後曾在斯沃斯莫爾學院任教三年。之後除了第二次世界大戰期間在麻省理工學院進行研究以外，都在密西根大學任教。
1954年麥克勞克林提出了火星上火山活動改變火星表面部分區域反照率，產生了類似月海的較暗反照率特徵的理論。1971年水手9號證實他的理論部分是正確的；該探測器發現了火星表面強烈的風會使塵埃移動造成外觀變化，而以前認為這可能是某種植被所造成。

## 家庭
麥克勞克林於1927年和 Laura Elizabeth Hill 結婚，育有五名子女。其中一子是科幻小說作家迪安·麥克勞克林。

## 榮譽
- 火星上的麥克勞克林撞擊坑
- 月球上的麥克勞克林環形山
- 小行星2024

## 外部連結
- 密西根大學介紹
- Springer Reference McLaughlin, Dean Benjamin